# Umile da Bisignano
Umile da Bisignano, OFM, rodným jménem Luca Antonio Pirozzo (26. srpna 1582, Bisignano – 26. listopadu 1637, tamtéž) byl italský římskokatolický řeholník, člen Řádu menších bratří a mystik. Katolická církev jej uctívá jako světce.

## Život
Narodil se dne 26. srpna 1582 ve městě Bisignano v Kalábrii jako syn Giovanniho Pirozzy a Ginevry Giardino. Byl velmi zbožným dítětem, kdy denně navštěvoval mši svatou a svaté přijímání přijímal tak často, jak bylo v té době možné. Během svého mládí byl známý jako příklad pokory.
Kolem 18 let cítil povolání řeholnímu životu, avšak z různých důvodů svému povolání vyhověl až roku 1609, kdy byl přijat jako laický bratr do noviciátu Řádu menších bratří. Přijal řeholní hábit a nové řeholní jméno. Po dokončení noviciátu složil dne 4. září 1610 své řeholní sliby ve františkánském řádu.
Bylo o něm známo, že od dětství prožíval náboženské extáze. V klášteře poté vykonával běžné práce, jako ostatní laičtí bratři. Jeho představení jej opakovaně podrobovali mnoha úkolům a výzvám, aby jej podrobili zkoušce ohledně jeho nadpřirozených vidění. Přestože byl negramotný, byl schopen jasně vysvětlit i složité doktríny katolické víry představitelům církve, kteří šetřili pravost jeho mystických prožitků.
Byl známý svou jemností a nevinností mysli a získal si velkou úctu svých spolubratří. Byl vybrán Benignem de Genova, generálním ministrem Menších bratří v letech 1618–1625, aby se stal jeho společníkem při kanonických vizitacích klášterů jižní Itálie a Sicílie. Poté byl povolán do Říma, kde sloužil jako poradce papeže Řehoře XV. a také papeže Urbana VIII. Během tohoto období žil především v klášteře při kostele San Francesco a Ripa v Římě.
Po mnoha letech se vrátil do svého rodného města, kde dne 26. listopadu 1637 zemřel. Pohřben byl na františkánském hřbitově v jeho rodném Bisignanu.

## Úcta
Dne 4. října 1780 jej papež Pius VI. podepsáním dekretu o jeho hrdinských ctnostech prohlásil za ctihodného. Dne 26. listopadu 1875 byly uznány zázraky na jeho přímluvu, potřebné pro jeho blahořečení.
Blahořečen pak byl dne 29. ledna 1882 v Římě papežem Lvem XIII. Dne 7. července 2001 byl uznán zázrak na jeho přímluvu, potřebný pro jeho svatořečení. Svatořečen pak byl dne 19. května 2002 na Svatopetrském náměstí papežem sv. Janem Pavlem II.
Jeho památka je připomínána 26. listopadu. Bývá zobrazován v řeholním oděvu. Je patronem Bisignana.